# Smash Hit
Smash Hit — відеогра від першої особи, розроблена студією Mediocre AB та випущена 2014 року. Гра доступна на Android та iOS. Підтримує гарнітуру Samsung VR.

## Ігровий процес
Smash Hit — раннер від першої особи. Гравець переміщається проходом з перешкодами. У розпорядженні гравця є 25 металевих куль, які можна кидати у скляні перешкоди, щоб їх розбити. Кулі також є очками здоров'я: при зіткненні з перешкодою гравець втрачає 10 куль, а коли кількість куль опуститься до нуля, гра закінчиться. Мета гри — пробігти якнайдалі.
На рівні є різні фігури, попадання по яких нагороджується додатковими кулями. Також є спеціальні об'єкти, попадання кулею по яких дає гравцеві бонус: нескінченні кулі, уповільнення часу та вибухову кулю. Отриманий бонус можна активувати в будь-який момент.
У грі є чотири однокористувацькі режими: «класичний» - зі звичайними правилами гри, «дзен» - з нескінченним числом куль, «тренування» - зі зменшеною швидкістю та «пекло» - зі збільшеною швидкістю та ускладненими перешкодами. Також є два багатокористувацькі режими: «протистояння», в якому програє гравець, у якого першим закінчаться кулі, і «співпраця», в якому потрапляння у фігури та зіткнення з перешкодою впливає на кулі обох гравців.

## Критика
Smash Hit отримала здебільшого позитивні відгуки. Apple'N'Apps дала грі 4,5 з 5 та назвала її «однією з кращих ігор на iOS», що має «надреалістичну фізику» і «привабливий нескінченний геймплей». Журнал «Шпиль!» назвав Smash Hit видовищним та крутим тиром з бездоганною фізикою, оцінивши гру в 9,5 балів.